# Усть-Канская пещера
Усть-Канская пещера — расположена в западной части Республики Алтай на территории Усть-Канского района.

## Физико-географическая характеристика
Пещера находится в 3,5 км восточнее села Усть-Кан на правом берегу реки Чарыш, вблизи тракта на Усть-Коксу на горе Белый камень. Пещера имеет 17 метров в длину и 12 в высоту. Входное отверстие пещеры располагается на высоте около 50 метров над землей и отлично видно с дороги «Усть-Кан — Усть-Кокса». От подножия горы до входного отверстия пещеры можно подняться по деревянным ступенькам. Усть-Канская пещера считается уникальным природным и историко-культурным памятником, благодаря сделанным здесь археологическим находкам.

## Археологические находки
Началом серьёзных археологических исследований пещеры считается 1954 год, когда археолог С. И. Руденко открыл и исследовал здесь палеолитическую стоянку. Мировую известность этот раннепалеолитический памятник получил благодаря тому, что это первая подобная стоянка древних людей, выявленная на территории Северной Азии. Коллекция ископаемых костей из Усть-Канской пещеры принадлежит 17 видам млекопитающих и 12 видам птиц (як, винторогая антилопа, лошадь, кулан, шерстистый носорог, раннеплейстоценовые полёвковые (Prolagurus ternopolitanus, P. pannonicus, Mimomys intermedius, M. pusillus, Allophaiomys deucalion Kretzoi, A. pliocaenicus Kormos, Microtus gregaloides, Microtus hintoni, Altaiomys ustkanicus) и другие животные), орудия труда (резцы, скребки, наконечники) со следами обработки, остатки очагов. С конца 1990-х годов археологи из Института археологии и этнографии СО РАН ежегодно проводят здесь исследования.
По мнению учёных, Усть-Канская пещера на протяжении многих веков использовалась как место для стоянки. Вход в пещеру расположен на южном склоне горы, что обеспечивает сухое и теплое состояние пещеры, сам склон довольно крутой, что даёт защиту от животных и посторонних людей. У подножия горы бьют многочисленные родники. Из результатов исследований найденных останков фауны и флоры, а также из анализа пещерных отложений, был сделан вывод, что в окрестностях пещеры существовали открытые сухие степные пространства при относительно тёплом климате. 
Все находки из Усть-Канской пещеры хранятся в Эрмитаже и Алтайском краеведческом музее в Барнауле.

## Легенды о пещере
Гора, в которой находится пещера, именуется алтайцами как «Алмыс Туу Боом», что в переводе означает «Гора Алмысов». Название связано с легендой, согласно которой, в ночь на полнолуние стены пещеры расходятся, и в мир людей выходят мифические алмысы — полулюди-полузвери. 